# Mangga Dua
Mangga Dua is een bestuurslaag in het regentschap Serdang Bedagai van de provincie Noord-Sumatra, Indonesië. Mangga Dua telt 4434 inwoners (volkstelling 2010).